# EBOX
EBOX est une marque de commerce canadienne de services de télécommunications, exploitée par Bell, qui est active au Québec et en Ontario depuis 1997.

## Historique
Entre 2007 et 2012, Electronic Box, parfois appelée La Boîte électronique, a augmenté son chiffre d'affaires de 1859 %. À la suite d'une décision du CRTC en 2011 qui favorisait les fournisseurs indépendants, Electronic Box a été le premier fournisseur Internet canadien à offrir de nouveaux prix.
Depuis 2013, EBOX se mérite une place dans le prestigieux PROFIT 500 qui liste les 500 entreprises canadiennes ayant connu la plus forte croissance annuellement.
En 2016, Electronic Box change de nom et devient EBOX.
En 2017, la compagnie lance la plus grande campagne de publicité de son histoire en collaborant avec l'agence Dentsubos et le nombre de clients est alors estimé à 70 000.
En avril 2018, EBOX lance son offre télédistribution par Internet. La même année le nombre de clients est estimé à 100 000.
En mai 2021, le CRTC décide d'annuler les baisses de tarifs accordées en 2019 aux fournisseurs indépendants comme EBOX. Cette décision est décriée par les fournisseurs indépendants, comme le PDG d'EBOX à l'époque, Jean-Philippe Béïque, qui déclare: « C’est la décision la plus anticonsommateur que j’aie jamais vu. Ce sont eux qui vont faire les frais de cette augmentation, parce qu’il va y en avoir. Le CRTC vient de donner carte blanche aux gros acteurs pour facturer le prix qu’ils veulent. » En janvier 2022, EBOX annonce l'augmentation de ses tarifs, la première augmentation depuis 2015. Cette hausse est finalement annulée le 10 février 2022. 
Le 24 février 2022, Bell annonce le rachat d'EBOX. Les cofondateurs Jean-Philippe Béique et Dominic Létourneau annoncent au même moment qu'ils quittent l'entreprise et que EBOX continuera d'opérer de manière indépendante. Les raisons avancées par les cofondateurs pour la vente sont une pression financière liée à la décision de mai 2021 du CRTC ainsi que la demande en hausse de données des abonnés dû à l’augmentation du télétravail. Au moment de la vente, EBOX avait 67 100 abonnés au service internet, 9 000 abonnés au service télé et 3 500 abonnés au service de téléphonie.

## Services
EBOX utilise principalement le réseau de distribution du titulaire Bell pour connecter ses abonnées au Québec et en Ontario mais également les réseaux de Cablevision, Rogers, Vidéotron et Cogeco lorsque l'infrastructure de Bell n'est pas disponible dans un secteur.

### Internet
Historiquement, EBOX proposait plusieurs forfaits Internet, par câble ou par ligne d'abonné numérique asymétrique (ADSL), avec des débits entre 5 et 940 Mbit/s en aval et des capacités entre 100 Go/mois à illimitée. Certains forfaits sans capacité illimitée pouvaient bénéficier d'une capacité accrue hors pointe pour quelques dollars supplémentaires.
En septembre 2022, EBOX introduit son service par fibre optique jusqu'au domicile, offrant des débits jusqu'à 1 Gbit/s (1000 Mbit/s) et entreprend graduellement la migration de sa clientèle vers ce type de connexion là où la technologie le permet.

### Téléphonie
EBOX offre également la téléphonie résidentielle ou commerciale combinée à un forfait Internet.

### Télévision
L'offre de télédistribution de l'entreprise est basée sur le système d'exploitation Android TV. Le terminal EBOX TV est fabriqué par le géant Sagemcom et permet d'utiliser le Google Play Store ainsi que la fonction Chromecast.
Au cours de l'année 2019, la plateforme autorise les appareils Sony Bravia Android TV, Nvidia Shield (2017, 2019 et Pro), Xiaomi MiBox 4S puis Amazon FireTV (modèles de 2e génération et plus incluant les téléviseurs avec FireTV intégré) comme alternative au terminal Sagemcom.
En 2020, EBOX TV a déployé l'enregistreur infonuagique, ce qui rend obsolète l'utilisation d'un disque dur complémentaire au terminal et élimine la nécessité d'utiliser un terminal EBOX TV pour enregistrer ses émissions préférées. Le support au Chromecast with Google TV est ajouté à l'offre de service.
En 2021, une deuxième génération de terminaux pour la télé, cette fois-ci fabriqués par Technicolor, est introduite.
En 2022, l'application compagnon est lancée pour les tablettes et téléphones Android puis en 2023, sa compatibilité est étendue aux appareils iPhone et iPad.
La compatibilité de la plateforme télé aux appareils Apple TV est prévus prochainement.

## Membre du CNOC
EBOX a été membre du CNOC-ORCC (Canadian Network Operators Consortium) jusqu'à sa vente en février 2022.

## Boutique et campus EBOX
En 2016, EBOX annonce l'ouverture de sa première boutique physique, un magasin de 3 000 pieds carrés (280 m2) où les clients peuvent tester et acheter les produits. Quelques semaines plus tard, EBOX annonce un investissement de 7,5 millions de dollars  pour l'installation du Campus EBOX, un endroit de travail pour les 150 employés de l'entreprise.